# Langues lunda
Les langues lunda sont un groupe de langues bantoues parlées par les peuples lunda en Angola, en République démocratique du Congo, et en Zambie.

## Classification
Jouni Maho organise le groupe des langues luba comme suit, (avec le code Guthrie et le code ISO 639-3 entre parenthèse) :
- groupe lunda (L50)
  - salampasu (L51)
  - lunda (L52)
  - ruund (L53)

Maho (2009) inclut aussi le luntu (L511) dans le groupe lunda.
Harald Hammarström organise le groupe comme suit :
- groupe lunda (L50)
  - (L51, slx) salampusu (basala mpasu, chisalampasu), luntu (L511, luuntu, bakwa luntu)
  - (L52, lun) lunda (balunda, chilunda, lunda du Sud)
  - (L53, rnd) ruund (ruwund, chiluwunda, lunda-kambove, lunda-kamboro, luunda, luwunda, lunda du Nord), kanincin